# Franciszek Kostrubiec
 Franciszek Kostrubiec (ur. 31 marca 1932 w Łabuńkach, zm. 20 lutego 2018) – profesor nauk technicznych, zajmujący się szeroko rozumianym materiałoznawstwem elektrotechnicznym ze szczególnym uwzględnieniem zastosowań promieniowania laserowego do modyfikacji właściwości materiałów elektrotechnicznych.

## Życiorys
W 1956 roku ukończył studia na Wydziale Radiotechnicznym Wojskowej Akademii Technicznej w Warszawie, a w roku 1962 na Wydziale Elektrycznym Politechniki Łódzkiej uzyskując tytuł magistra inżyniera. Do roku 1972, pozostając w zawodowej służbie wojskowej, współpracował jednocześnie z Katedrą Elektrotechniki Ogólnej Politechniki Łódzkiej. W roku 1972 odszedł z zawodowej służby wojskowej i podjął pracę w Instytucie Podstaw Elektrotechniki.
Stopień naukowy doktora uzyskał w 1972, zaś w roku 1982 stopień doktora habilitowanego, a w roku 1995 tytuł naukowy profesora. Pełnił funkcję prodziekana Wydziału Elektrycznego Politechniki Łódzkiej (1987–1990), a w latach 1990–2002 funkcję dyrektora Instytutu Elektrotechniki Teoretycznej, Metrologii i Materiałoznawstwa PŁ. Wypromował dwóch doktorów nauk technicznych.
Franciszek Kostrubiec był autorem lub współautorem ponad 130 publikacji, podręcznika z podstaw fizycznych materiałoznawstwa elektrotechnicznego i szeregu opracowań technologicznych niepublikowanych.
Był odznaczony m.in. Medalem Komisji Edukacji Narodowej.
Zmarł trzy dni po śmierci żony Jadwigi, dr nauk medycznych, okulistki, absolwentki Akademii Medycznej w Łodzi, zmarłej w wieku 81 lat 17 lutego 2018. 27 lutego 2018 oboje zostali pochowani na Cmentarzu Starym w Zgierzu.